# Un mec ordinaire
Pour plus de détails, voir Fiche technique et Distribution.
Un mec ordinaire (Ordinary World) est un film américain réalisé par Lee Kirk, sorti en 2016.

## Synopsis
Perry Miller est l'ancien leader d'un groupe de punk rock qui a connu son heure de gloire dans les années 1990 avant de se séparer. Il a depuis repris une vie ordinaire, travaillant dans l'affaire familiale désormais dirigée par Jake, son frère cadet. Il est marié avec Karen, une avocate, et a une fille adolescente, Salome, guitariste talentueuse, et un nouveau-né. Le jour de ses 40 ans, il s'aperçoit que tout le monde a oublié son anniversaire. Il décide alors de renouer avec son passé en organisant avec les anciens membres de son groupe une grande fête dans la suite d'un hôtel de luxe et rencontre par hasard Christy, son ancienne petite amie.

## Fiche technique
- Réalisation : Lee Kirk
- Scénario : Lee Kirk
- Photographie : Scott Miller
- Montage : Stephen Haren
- Musique : Dickon Hinchliffe
- Pays de production :  États-Unis
- Langue originale : anglais
- Genre : comédie dramatique
- Durée : 86 minutes
- Dates de sortie : 
  - États-Unis : 14 octobre 2016 (sortie limitée)
  - France : 1er février 2017 (sorti directement en DVD)

## Distribution
- Billie Joe Armstrong (VF : Jérôme Pauwels) : Perry Miller
- Selma Blair : Karen
- Judy Greer : Christy
- Chris Messina : Jake
- Fred Armisen : Gary
- Madisyn Shipman : Salome
- Brian Baumgartner : Rupert
- John Doman : Walt
- Kevin Corrigan (VF : Martin Faliu) : Pete
- Dallas Roberts : Mickey
- Sean Gunn : Ted

## Accueil
Le film n'a connu qu'une sortie limitée au cinéma.
Il obtient 53 % de critiques positives, avec une note moyenne de 5,3/10 et sur la base de 15 critiques collectées, sur le site Rotten Tomatoes.